# Lepidosaphes casuarinae
Lepidosaphes casuarinae är en insektsart som först beskrevs av William Miles Maskell 1893.  Lepidosaphes casuarinae ingår i släktet Lepidosaphes och familjen pansarsköldlöss. Inga underarter finns listade i Catalogue of Life.